# Armand Duplantis
Armand Gustav "Mondo" Duplantis (født 10. november 1999) er en svensk/amerikansk stangspringer og den nuværende verdensrekordholder i stangspring på 6,18 meter indendørs og udendørs på 6,25 meter og Olympiske guldvinder. Duplantis vandt som bare 15. år, guld i stangspring ved U/18-VM i atletik 2015. Han vandt ligeledes også guld ved EM i atletik 2018 i Berlin, med en højde på 6,05 meter (ny verdenskord for stangspringere under 20 år), og sølvmedalje ved VM i atletik 2017 i Doha. Duplantis har også vundet guld i Diamond League i 2020 og  EM i indendørs atletik i 2021. Han vandt i 2021, sin første olympiske guldmedalje ved Sommer-OL 2020 i Tokyo.
I december 2020, blev han tildelt Svenska Dagbladets guldmedalje.